# Anjou (Quebec)

Anjou foi uma cidade existente na província canadense de Quebec, que foi fundida com Montreal em 2001. Atualmente, é um dos 27 arrondissements de Montreal. Possui uma área de 13,60 quilômetros quadrados e uma população de 38 015 habitantes.